# 五泉市立愛宕中学校
五泉市立愛宕中学校（ごせんしりつ あたごちゅうがっこう）は、新潟県五泉市（旧村松町）にあった公立中学校。

## 概要
1949年（昭和24年）5月、村松町立村松中学校と菅名村立菅名中学校を統合して組合立愛宕中学校を開設。その後、1967年（昭和42年）川内中学校を統合する。学校は、村松地区の豊かな森林に囲まれた田畑の残る田園地帯にあり、愛宕山（103ｍ）や村松公園などが近い。学校付近の標高は約44メートル。
生徒数の減少を理由に2016年（平成29年）4月1日に五泉市立山王中学校と合併し、五泉市立村松桜中学校となった。校舎は元愛宕中学校の場所に存在している。

## 沿革
- 1949年（昭和24年）5月 - 開校[2][3]
- 1959年（昭和34年） - 校舎完成
- 1967年（昭和42年）- 川内中学校を統合
- 1999年（平成11年）- 新校舎完成
- 2006年（平成18年）1月1日 - 五泉市との新設合併により五泉市立愛宕中学校に改称
- 2016年（平成29年）3月31日 - 閉校

## 教育目標
進んで考え 磨き合って 共に伸びる生徒

## 校歌
- 作詞：新山秀久
- 作曲：本間徳男

## 交通
- 公共交通
  - JR磐越西線 五泉駅より南東へ約6 km
  - 蒲原鉄道 村松駅バスターミナルより南東へ約2 km
  - 五泉市ふれあいバス「南部郷厚生病院前」バス停より徒歩約7分

- 自動車
  - JR新潟駅から約50分、JR五泉駅から約15分

## 著名な卒業生
- 加藤澤男 - 体操選手、体操コーチ[2]